# چیکینیو
چیکینیو (انگلیسی: Chiquinho؛ زادهٔ ۵ فوریهٔ ۲۰۰۰) بازیکن فوتبال اهل پرتغال است.
وی همچنین در تیم‌های ملی فوتبال زیر ۲۰ سال پرتغال و زیر ۲۱ سال پرتغال بازی کرده‌است.

## دوران ملی
چیکوینیو اولین بازی خود را برای تیم ملی فوتبال زیر ۲۱ سال پرتغال، در ۱۲ نوامبر ۲۰۲۱ انجام داد و در نیمه دوم برد ۱-۰ در قبرس در مسابقات مقدماتی جام ملت های اروپا ۲۰۲۳، جایگزین فابیو سیلوا شد.